# MySims Kingdom
MySims Kingdom — компьютерная игра, разработанная компанией EA Redwood Shores и выпущенная в 2008 году компанией Electronic Arts для консолей Nintendo DS и Wii. Это спин-офф серии игр The Sims, произведенного компанией Maxis, и, одновременно, продолжение вышедшей в 2007 году игры MySims. В ней игрок должен восстановить королевство и выполнять разнообразные квесты, даваемые жителями королевства.
MySims Kingdom разрабатывалась после успеха MySims. С одной стороны обе данные игры выдержанны в одинаковой стилистике, тем не менее Kingdom предполагает жанровый отход от симулятора жизни в сторону приключения. С одной стороны игра предлагает сюжетную линию и более проработанный окружающий мир, но и отказывается от продвинутого редактора предметов из MySims.

## Геймплей

### Версия для консоли Wii
MySims Kingdom предполагает жанровый отход от The Sims. В начале игры главный герой попадает на остров Капитолий где находится дворец короля Роланда и принцессы Батьер. Персонаж встречает Бадди и Ландсэй, которые будут сопровождать игрока в дальнейших путешествиях по различным областям острова. Игрок управляет персонажем-вандольером, целью которого является восстановление царства. Волшебники, поддерживавшие королевство давно покинули его или вышли на пенсию. С помощью волшебной палочки и заклинаний, персонаж строит полезные объекты, ставит здания, а также выполняет задачи по заказу жителей страны. Задача игрока сводится к тому, что он должен перестраивать или по новому оформлять дома для персонажей, используя свитки, данные ему жителями острова, чтобы завершить задания. Игра вводит так называемые «сущности» — ресурсы, которые игрок должен собирать, чтобы открыть доступ к свиткам и суметь создать новый предмет по ему руководству. Он также должен собирать «ману», используемую при создании мебели и другие структуры,  а взамен игроку выдаются сущности, свитки, а также иногда очки короля и новые наряды. По мере роста благополучия королевства, игра открывает доступ к новым островам. Чтобы разблокировать новые локации, игрок должен выполнять задания, чтобы заработать достаточно «очков короля». После этого, игрок может выполнять второй набор миссий, чтобы пройти игру до самого конца и получить особую награду.
Игрок может взаимодействовать с жителями королевства, совершая с ними совместные действия, например проводя время за пикником. Он также может переодевать управляемого персонажа в наряды, полученные в качестве награды за выполнение определенных заданий. Некоторые предметы в игре интерактивны, например телевизоры, печи, компьютеры, видеоигры и т. д. В отличие от типичной игры серии The Sims, в MySims Kingdom у персонажа нет потребностей или желаний, хотя он по-прежнему может спать или есть.
В Wii-версии нунчаки можно использовать для перемещения персонажа, а пульт Wii Remote — для перемещения, строительства объектов и рыбалки. Встряхивание пульта Wii используется для рубки деревьев или добычи полезных ископаемых чтобы получить различные сущности. Иногда островитяне просят у игрока исследовать Королевство, чтобы найти рыбу, фигурки и доспехи.

### Версия для Nintendo DS
В версии MySims Kingdom для Nintendo DS игрок прибывает на остров, где таинственный злодей заставляет исчезать деревья и дома. Игрок должен остановить его и для этого ему нужно путешествовать по острову и исследовать королевство. Данная версия вводит персонажей из MySims и несколько уникальных персонажей.

## Разработка и выход
Разработкой игры занималось дочернее подразделение EA — EA Redwoo City, также создавшее MySims. Kingdom является спин-оффом MySims, но также косвенно остаётся частью франшизы The Sims. С одной стороны Kingdom выдержанна в том же художественном стиле, что и MySims и с почти тем же составом персонажей, одновременно Kingdom — совершенно другой тип игры, ориентированный на приключения и выполнение квестов.
При создании Kingdom, разработчики упирались на положительные и отрицательные отзывы о MySims, заметив, что предыдущую игру главным образом ругали за недостаток социальных взаимодействий, поэтому в следующем проекте было решено сделать особый акцент именно на социальном аспекте и приключениях, однако в итоге разработчики решили отойти от жанра «песочницы».
При разработке Mysims Kingdom разработчики приняли спорное решение исключить продвинутые инструменты по созданию предметов из MySims, так как они не вписывались так хорошо в жанр игры. Однако игрок может по прежнему заниматься строительством, так как это важная часть игры. Вместо этого команда решила выделить больше внимания приключенческим аспектам игры, развитии сюжетной линии, квестов и заданий, опираясь на отзывы игроков MySims, желавших бы видеть данные элементы в игре. «Одна из вещей, которые мы действительно хотели проработать — это создать персонажей, с которыми можно было бы взаимодействовать и по настоящему узнавать». Разработчики также добавили больше предметов, расширяющих игровой процесс, например возможность создавать изобретения и наличие в игре целом предметов, необходимых для решения головоломок или собирания пазлов.
Особый акцент также был сделан на проработке окружающего мира, хотя за основу мира бралось средневековье, разработчики сравнили его скорее с миром Диснейленда, в котором, в том числе есть элементы жанра вестерн и даже научно фантастические элементы — роботы и космические корабли. Как и в Диснейленде, королевство условно поделено на «тематические парки», в каждом из которых царит собственная атмосфера. Также команда уделила особое внимание оптимизации игры, чтобы игрок не сталкивался с понижением частоты кадров и реже видел экраны загрузки.
Впервые о предстоящем выпуске игры для Nintendo DS и Wii стало известно в мае 2008 года. Игровой процесс был продемонстрирован на мероприятии EA Studio Showcase 2008. Выход состоялся 28 октября 2008 года.

## Рейтинг игры
| Сводный рейтинг    | Сводный рейтинг | Сводный рейтинг |
| Издание            | Оценка          | Оценка          |
| Издание            | DS              | Wii             |
| ------------------ | --------------- | --------------- |
| GameRankings       | N/A             | 77,76 %         |
| Metacritic         | 58/100          | 76/100          |
| Иноязычные издания |                 |                 |
| Издание            | Оценка          | Оценка          |
| Издание            | DS              | Wii             |
| Eurogamer          | 6/10            | N/A             |
| GameSpot           | 5,5             | 7,5             |
| GameZone           | 6,0             | N/A             |
| IGN                | N/A             | 7,3             |
| Nintendo Power     | N/A             | 75 %            |
| ONM                | N/A             | 85 %            |
| WorthPlaying       | N/A             | 7,5/10          |

MySims Kingdom была номинирована, как лучший симулятор на Wii редакцией IGN в 2008 году. Игра в основном, получила положительные отзывы от критиков, получив в версии для консоли Nintendo Wii по данным агрегатора Metacritic среднюю оценку 76 из 100 возможных баллов баллов и 77,76 % по данным сайта GameRankings. Оценка версии для DS была сдержанной, составив 58 баллов из 100 возможныü по данным Metacritic.
Представитель сайта GamingXP назвал Kingdom приятным приключением для подрастающего поколения, но и способным впечатлить опытных геймеров. Рецензент с сайта Nintendojo заметил, что с «одной стороны Kingdom сохранила симпатичный, красочный визуальный дизайн и множество неигровых персонажей [от MySims], игровой опыт ощущается совершенно иным: это приключение, различные цели, больше социальных взаимодействий и решение головоломок». Представитель Games Master UK аналогично заметил, что Kingdom — это «милая и очаровательная игровая площадка, на этот раз делающая акцент на истории, но в ущерб творчеству». Критик Nintendo Power назвал игру обязательной для поклонников приставки Wii, так и фанатов The Sims. Представитель HellBored назвал игру немного большим, «чем переобутый старый The Sims, подходящий тем, кто страдает от „сим-зависимости“». Представитель Level7 заметил, что игра страдает от множественных технических недостатков, портящих общее впечатление от игры. Разгромный отзыв оставил критик 1UP, заметив, что Kingdom «убила» творческую свободу из MySims, и только к самому концу прохождения, игра даёт немного свободы игроку.
Критик сайта Official Nintendo Magazine заметил, что если MySims была социальным симулятором, похожим на Animal Crossing, то Kingdom получилась уже больше приключенческой игрой. Хотя игрока, знакомого с MySims может разочаровать факт отсутствия продвинутого редактора предметов, оно вполне компенсируется продвинутой системой квестов. Сами острова критик также назвал потрясающими и наполненными персонажами со своими интересными историями. Тем не менее Kingdom по прежнему выглядит нетрудной, её задания со временем кажутся повторяющимися, да и сама игра далеко не тянет до уровня The Legend of Zelda: Twilight Princess.
Представитель сайта GameSpot Рекомендовал Kingdom тем, кому пришлась по душе MySims и её беззаботный геймплей. Критик также похвалил игру за её приятные и интересные истории, а задания и квесты сбалансированы, чтобы игрок сохранял интерес к игре до самого конца. Также он похвалил адаптированное для нунчаков и пульта Wii управление, хотя и указал на некоторые проблемы во время игры в закрытом пространстве. Всего на прохождение потребуется около восьми часов.
Более сдержанный отзыв оставила редакция IGN, заметив, что игра оставляет двоякое впечатление. С одной стороны Kingdom явно поборола главные недостатки MySims, исправив ряд недочётов в игровом дизайне, предоставив более красочный мир, улучшенную графику, повышенную частоту кадров, а также значительно доработав социальные аспекты и добавив развитую сюжетную линию, однако игра в итоге слишком далеко отошла от изначальной идей The Sims, представляя скорее уже линейное прохождение, что противоречит идее франшизы, как виртуальной песочницы. Рецензент раскритиковал искусственный интеллект, заметив, что действия героя едва ли влияют на события и развитие отношений с неигровыми персонажами «вы можете постоянно пинать их, а затем пару раз обнять и стать лучшими друзьями».